# Nerf cutané fémoral postérieur
Le nerf cutané fémoral postérieur (ou nerf cutané postérieur de la cuisse) est un nerf sensitif du membre inférieur issu du plexus sacral.

## Origine
Le nerf cutané fémoral postérieur nait de la fusion de deux racines : une antérieure et une postérieure. Elles sont issues respectivement de la partie antérieure et de la partie postérieure du plexus sacral.
La racine antérieure provient des divisions antérieures des rameaux antérieurs des deuxième et troisième nerfs sacrés et la racine antérieure provient des divisions postérieures des rameaux antérieurs des premier et deuxième nerfs sacrés.
Le nerf glutéal inférieur et le nerf cutané postérieur de la cuisse ont souvent un tronc d'origine commune alors nommé nerf petit sciatique.

## Trajet
Le nerf cutané fémoral postérieur descend et quitte le bassin par le grand foramen ischiatique sous le muscle piriforme. Il descend ensuite sous le muscle grand glutéal avec l'artère glutéale inférieure, puis à l'arrière de la cuisse sous le fascia lata. Il court sur la longue tête du muscle biceps fémoral jusqu'à l'arrière du genou. Elle perce alors le fascia poplité, et accompagne la veine petite saphène jusqu'au environ du milieu de l'arrière de la jambe.  Ses branches terminales communiquent avec le nerf sural.

## Branches collatérales
Le nerf cutané fémoral fournit le long de son trajet :
- des rameaux périnéaux,
- les nerfs cluniaux inférieurs,
- des rameaux cutanés à la face postérieure de la cuisse, de la fosse poplitée et de la partie supérieure de la jambe.

## Zones d'innervation
Le nerf cutané fémoral postérieur innerve la face postérieure de la cuisse, de la jambe et de la région fessière ainsi que le périnée.  